# سیارک ۱۸۱۶۳
سیارک ۱۸۱۶۳ (به انگلیسی: 18163 Jennalewis، نامگذاری:2000PF16) هجده هزار و صد و شصت و سومین سیارک کشف شده‌است که در ۱ اوت ۲۰۰۰ کشف شد.
قدر مطلق سیارک برابر 14.8 است.